# Elly
Elly is een Nederlandse voornaam voor een meisje. Het is een afkorting van Elisabeth of Eleonora. Het kan ook een variant zijn van Ella, dat ook wel wordt geschreven als Ellie
De naam was vooral populair tussen 1930 en 1960, met een piek in 1946, toen de naam aan ca. 250 geboren meisjes werd gegeven.

## Bekende naamdraagsters
- Elly Ameling - Nederlands zangeres
- Elly Appel
- Elly Baltus
- Elly van Beuzekom-Lute
- Elly Blanksma-van den Heuvel
- Elly van Breugel
- Elly Coenen-Vaessen
- Elly Corstjens  - Nederlandse beeldhouwster
- Elly Dammers
- Elly Tamminga
- Elly den Haan-Groen
- Elly Hees
- Elly van Hulst - Nederlands atlete
- Elly Jaffé-Freem
- Elly de Graaf
- Elly Kneppelhout
- Elly Kouwenhoven (noemde zich later Els de Groen) - Nederlands schrijfster en politica
- Elly Lamaker
- Elly Meijer
- Elly Mes
- Elly Nauta-Moret
- Elly Overzier
- Elly Pastoor  - Nederlandse politica
- Elly Plooij-van Gorsel
- Elly Premsela
- Elly Salome
- Elly Salomé
- Elly Schmidt - Oost-Duits politica
- Elly van Stekelenburg
- Elly Strassburger - Nederlands circusdirecteur
- Elly Tamminga
- Elly de Waard
- Elly Weller
- Elly Witkamp
- Elly Zuiderveld-Nieman - vrouwelijke helft van het zingende duo Elly en Rikkert

## Overige
- Elly (William Faulkner) een kort verhaal van William Faulkner uit 1934
- Elly Petersen - Deense film uit 1944
- 616 Elly - een planetoïde